# Дубровина, Любовь Андреевна
Любовь Андреевна Дубровина (укр. Любов Андріївна Дубровіна; род. 30 сентября 1950, Шадринск, Курганская область) — советский и украинский источниковед, книговед, документовед, архивовед, историк библиотечного дела, доктор исторических наук (1993), профессор (1996), член-корреспондент Национальной академии наук Украины (2006), заслуженный деятель науки и техники Украины (2004), генеральный директор Национальной библиотеки Украины имени В. И. Вернадского (с 7 ноября 2018).

## Биография
Любовь Андреевна Дубровина родилась 30 сентября 1950 года в городе Шадринске Курганской области.
В 1972 году окончила историко-филологический факультет Волгоградского государственного педагогического института.
В 1972—1974 годах работала в секторе истории Марийского научно-исследовательском институте языка, литературы, истории и археологии, город Йошкар-Ола.
В 1974—1977 годах училась в аспирантуре сектора феодализма Института истории СССР АН СССР.
В 1977—1981 годах работала в Марийском научно-исследовательском институте языка, литературы, истории и археологии: младший научный сотрудник, старший научный сотрудник, заведующий сектором истории.
В 1981 году получила учёную степень кандидата исторических наук, защитив диссертацию на тему «Казанский летописец: историко-текстологическое исследования» (научный руководитель — Сергей Михайлович Каштанов).
В 1981—1984 годах работала в Государственном архиве Киевской области: археограф, заведующий отделом использования информации и публикации документов.
С 1984 года работает в Центральной научной библиотеке Академии наук УССР (с 1996 года — Национальная библиотека Украины имени В. И. Вернадского): старший научный сотрудник, заведующий отделом рукописей, директор Института рукописи (1 октября 1992 — 27 апреля 2018).
24 сентября 1993 года получила учёную степень доктора исторических наук, защитив в Институте истории Украины диссертацию на тему «Кодикология и кодикография как специальные исторические дисциплины в исследованиях истории украинской книги». 10 декабря 1996 года получила учёное звание профессора по специальности «Книговедение, библиографоведение, библиотековедение». 6 мая 2006 года избрана членом-корреспондентом Национальной академии наук Украины по специальности «Архивоведение, документоведение».
7 ноября 2018 года путём тайного голосования членов трудового коллектива избрана генеральным директором Национальной библиотеки Украины имени В. И. Вернадского. Из 392 научных сотрудников научного учреждения, которые имеют право избирать генерального директора, зарегистрировались для участия в выборах 339 работников. За кандидата Л.А Дубровину было подано 283 голоса, против — 53, недействительных бюллетеней — 3.
Входит в состав Союза архивистов Украины, Международной ассоциации украинистов, Международного общества «Украинский историк», редакционно-издательского совета Национальной библиотеки Украины имени В. И. Вернадского.
Является основателем и ответственным редактором периодического сборника научных трудов «Рукописное и книжное наследие Украины» (с 1993), заместителем главного редактора журнала «Библиотечный вестник» и журнала «Научные труды НБУ», членом редколлегий сборников «Студии по архивному делу и документоведению», «Украинский археографический ежегодник», Памятки и другие.

## Награды и премии
- Заслуженный деятель науки и техники Украины, 2004 год[6]
- Орден «За заслуги» III степени, 27 июня 2020 года[7].
- Орден преподобного Нестора Летописца ІІІ степени, Украинская православная церковь (Московского патриархата)[8]
- Премия НАН Украины им. Н. Костомарова, 1996 год
- Премия НАН Украины за лучшие исторические исследования, посвящённые изучению событий Великой Отечественной войны 1941—1945 гг., 2005 год
- Премия Государственного комитета архивов Украины им. Василия Веретенникова, 2000 год.
- Женщина года, Международный биографический центр (Кембридж, Великобритания), 1992 год
- Женщина года, Американский биографический институт, 2000 год

## Труды
Является автором, составителем и научным редактором более 250 научных публикаций, посвящённых истории библиотечного дела Украины, в частности — истории Национальной библиотеки, истории развития академической науки, биографическим исследованием жизни и деятельности учёных, внёсших вклад в развитие архивного и библиотечного дела, исследованию рукописного наследия.
- История о Казанском царстве : (Казанский летописец) : Списки и классификация текстов / АН УССР, Центр. науч. б-ка. — Киев : Наукова думка, 1989. — 191,[1] с. ISBN 5-12-001097-0
- Кодикографія української та східнослов’янської рукописної книги і кодикологічна модель структури формалізованого опису рукопису. К., 1992 (соавт.);
- Історія Національної бібліотеки України імені В. І. Вернадського (1918—1941). К., 1998; (1941—1964). К., 2003;
- Бібліотеки Києва в період нацистської окупації (1941—1943) // БВ. 2001. № 4 (соавт.);
- Бібліотечна справа в Україні в ХХ столітті. К., 2009 (соавт.);
- До витоків концепцій інформаційних ресурсів україніки: міжвідомчі проекти та державні програми в галузі архівознавства, археографії та бібліографії в 90-х роках ХХ ст. // Рукописна та книжкова спадщина України. 2017. Вип. 21;
- Національна бібліотека України імені В. І. Вернадського у перше десятиліття незалежності України (1991—2002). К., 2019 (соавт.).